# Stephen Warnock
Stephen David Warnock (født 12. december 1981 i Ormskirk, England) er en engelsk fodboldspiller, der spiller som venstre back hos Bradford City, udlejet fra Burton Albion. Han har tidligere optrådt for blandt andet Aston Villa, Liverpool, Coventry og Blackburn
I sin tid i Liverpool F.C. var Warnock med til at vinde FA Cuppen i 2006, og samme sæson UEFA Super Cup.

## Landshold
Warnock står (pr. april 2018) noteret for to kampe for Englands landshold, som faldt den 1. juni 2008 i et opgør mod Trinidad og Tobago. Han blev udtaget til VM i 2010 i Sydafrika.

## Titler
FA Cup
- 2006 med Liverpool F.C.

UEFA Super Cup
- 2006 med Liverpool F.C.